# RC Den Helder
Rugby Club Den Helder (afgekort: RCDH) is een in 1975 opgerichte Nederlandse Rugbyclub uit de Noord-Hollandse stad Den Helder die op heden in de Rugby Derde Klasse Noord West speelt.
De club speelt haar thuiswedstrijden op Sportpark De Linie.
In 2022 was de officiële opening van een nieuw clubhuis die het oude verving.